# Road Race Showcase 2011
Navigation
Édition précédente Édition suivante
Le Road Race Showcase 2011 (officiellement appelé le 2011 Time Warner Cable Road Race Showcase) a été une course de voitures de sport organisée sur le circuit de Road America le 20 août 2011. C'était la sixième manche de la saison 2011 du championnat American Le Mans Series et la 44e édition de cette manifestation sportive.

## Qualifications
| Pos. | Classe | N°  | Écurie                          | Pilote                | Temps        | Grille |
| ---- | ------ | --- | ------------------------------- | --------------------- | ------------ | ------ |
| 1    | LMP1   | 6   | Muscle Milk Aston Martin Racing | Klaus Graf            | 1:51.828     | 1      |
| 2    | LMP1   | 20  | Oryx Dyson Racing               | Steven Kane           | 1:52.192     | 2      |
| 3    | LMP1   | 16  | Dyson Racing Team               | Chris Dyson           | 1:52.401     | 3      |
| 4    | LMP1   | 12  | Autocon                         | Tony Burgess          | 1:56.344     | 4      |
| 5    | LMP2   | 055 | Level 5 Motorsports             | Christophe Bouchut    | 1:56.664     | 5      |
| 6    | LMPC   | 52  | PR1/Mathiasen Motorsports       | Butch Leitzinger      | 1:59.262     | 6      |
| 7    | LMPC   | 6   | CORE Autosport                  | Gunnar Jeannette      | 1:59.357     | 7      |
| 8    | LMPC   | 18  | Performance Tech Motorsports    | Kyle Marcelli         | 1:59.379     | 8      |
| 9    | LMPC   | 63  | Genoa Racing                    | Eric Lux              | 1:59.400     | 9      |
| 10   | LMPC   | 37  | Intersport Racing (en)          | Jon Field             | 2:00.106     | 10     |
| 11   | LMPC   | 05  | CORE Autosport                  | Jon Bennett           | 2:02.592     | 11     |
| 12   | LMPC   | 89  | Intersport Racing (en)          | Clint Field           | 2:03.727     | 12     |
| 13   | GT     | 56  | BMW Team RLL                    | Dirk Müller           | 2:05.447     | 13     |
| 14   | GT     | 4   | Corvette Racing                 | Jan Magnussen         | 2:05.452     | 14     |
| 15   | GT     | 62  | Risi Competizione               | Toni Vilander         | 2:05.687     | 15     |
| 16   | GT     | 55  | BMW Team RLL                    | Bill Auberlen         | 2:06.245     | 16     |
| 17   | GT     | 45  | Flying Lizard Motorsports       | Jörg Bergmeister      | 2:06.379     | 17     |
| 18   | GT     | 3   | Corvette Racing                 | Olivier Beretta       | 2:06.585     | 18     |
| 19   | GT     | 01  | Extreme Speed Motorsports       | Johannes van Overbeek | 2:06.730     | 19     |
| 20   | GT     | 99  | Jaguar RSR                      | Bruno Junqueira       | 2:06.812     | 20     |
| 21   | GT     | 44  | Flying Lizard Motorsports       | Marco Holzer          | 2:06.838     | 21     |
| 22   | GT     | 17  | Team Falken Tire (en)           | Wolf Henzler          | 2:06.921     | 22     |
| 23   | GT     | 02  | Extreme Speed Motorsports       | Guy Cosmo             | 2:06.936     | 23     |
| 24   | GT     | 04  | Robertson Racing                | David Murry           | 2:07.861     | 24     |
| 25   | GT     | 48  | Paul Miller Racing              | Bryce Miller          | 2:10.098     | 25     |
| 26   | GT     | 40  | Robertson Racing                | Melanie Snow          | 2:11.806     | 26     |
| 27   | GTC    | 30  | NGT Motorsport                  | Sean Edwards          | 2:14.067     | 35     |
| 28   | GTC    | 54  | Black Swan Racing               | Jeroen Bleekemolen    | 2:14.126     | 27     |
| 29   | GTC    | 66  | TRG                             | Spencer Pumpelly      | 2:14.220     | 28     |
| 30   | GTC    | 34  | Green Hornet/Black Swan Racing  | Jaap van Lagen        | 2:14.900     | 29     |
| 31   | GTC    | 11  | JDX Racing                      | Nick Ham              | 2:15.239     | 30     |
| 32   | GTC    | 23  | Alex Job Racing                 | Brian Wong            | 2:15.290     | 31     |
| 33   | GTC    | 68  | TRG                             | Dion von Moltke       | 2:15.499     | 32     |
| 34   | GTC    | 32  | GMG Racing                      | James Sofronas        | 2:15.634     | 33     |
| 35   | GTC    | 97  | Porsche Napleton Racing         | Dominik Farnbacher    | 2:15.826     | 34     |
| 36   | GTC    | 98  | Jaguar RSR                      | Pas de temps          | Pas de temps | 36     |

## Course
Voici le classement provisoire au terme de la course.

- Les vainqueurs de chaque catégorie sont signalés par un fond jauni.
- Pour la colonne Pneus, il faut passer le curseur au-dessus du modèle pour connaître le manufacturier de pneumatiques.

| Pos.   | Cat  | n°  | Ecurie                          | Pilotes                                        | Châssis                                 | Pneus | Tours |
| Pos.   | Cat  | n°  | Ecurie                          | Pilotes                                        | Moteur                                  | Pneus | Tours |
| ------ | ---- | --- | ------------------------------- | ---------------------------------------------- | --------------------------------------- | ----- | ----- |
| 1      | LMP1 | 6   | Muscle Milk Aston Martin Racing | Lucas Luhr Klaus Graf                          | Lola-Aston Martin B08/62                | M     | 107   |
| 1      | LMP1 | 6   | Muscle Milk Aston Martin Racing | Lucas Luhr Klaus Graf                          | Aston Martin 6.0 L V12                  | M     | 107   |
| 2      | LMP1 | 16  | Dyson Racing Team               | Chris Dyson Guy Smith                          | Lola B09/86                             | D     | 107   |
| 2      | LMP1 | 16  | Dyson Racing Team               | Chris Dyson Guy Smith                          | Mazda MZR-R 2.0 L I4 Turbo (Isobutanol) | D     | 107   |
| 3      | LMPC | 52  | PR1/Mathiasen Motorsports       | Rudy Junco Butch Leitzinger                    | Oreca FLM09                             | M     | 104   |
| 3      | LMPC | 52  | PR1/Mathiasen Motorsports       | Rudy Junco Butch Leitzinger                    | Chevrolet LS3 6.2 L V8                  | M     | 104   |
| 4      | LMPC | 63  | Genoa Racing                    | Eric Lux Christian Zugel Elton Julian          | Oreca FLM09                             | M     | 104   |
| 4      | LMPC | 63  | Genoa Racing                    | Eric Lux Christian Zugel Elton Julian          | Chevrolet LS3 6.2 L V8                  | M     | 104   |
| 5      | LMP2 | 055 | Level 5 Motorsports             | Scott Tucker Christophe Bouchut Luis Díaz      | Lola B11/40                             | M     | 103   |
| 5      | LMP2 | 055 | Level 5 Motorsports             | Scott Tucker Christophe Bouchut Luis Díaz      | HPD HR28TT 2.8 L V6 Turbo               | M     | 103   |
| 6      | LMPC | 05  | CORE Autosport                  | Jon Bennett Frankie Montecalvo                 | Oreca FLM09                             | M     | 103   |
| 6      | LMPC | 05  | CORE Autosport                  | Jon Bennett Frankie Montecalvo                 | Chevrolet LS3 6.2 L V8                  | M     | 103   |
| 7      | LMP1 | 12  | Autocon                         | Tony Burgess Chris McMurry                     | Lola B06/10                             | D     | 103   |
| 7      | LMP1 | 12  | Autocon                         | Tony Burgess Chris McMurry                     | AER P32C 4.0 L V8 Turbo (Isobutanol)    | D     | 103   |
| 8      | LMPC | 89  | Intersport Racing (en)          | Clint Field Chapman Ducote David Ducote        | Oreca FLM09                             | M     | 102   |
| 8      | LMPC | 89  | Intersport Racing (en)          | Clint Field Chapman Ducote David Ducote        | Chevrolet LS3 6.2 L V8                  | M     | 102   |
| 9      | LMPC | 06  | CORE Autosport                  | Gunnar Jeannette Ricardo González              | Oreca FLM09                             | M     | 102   |
| 9      | LMPC | 06  | CORE Autosport                  | Gunnar Jeannette Ricardo González              | Chevrolet LS3 6.2 L V8                  | M     | 102   |
| 10     | GT   | 62  | Risi Competizione               | Jaime Melo Toni Vilander                       | Ferrari 458 Italia GT2                  | M     | 101   |
| 10     | GT   | 62  | Risi Competizione               | Jaime Melo Toni Vilander                       | Ferrari 4.5 L V8                        | M     | 101   |
| 11     | GT   | 55  | BMW Team RLL                    | Bill Auberlen Dirk Werner                      | BMW M3 GT2                              | D     | 101   |
| 11     | GT   | 55  | BMW Team RLL                    | Bill Auberlen Dirk Werner                      | BMW 4.0 L V8                            | D     | 101   |
| 12     | GT   | 56  | BMW Team RLL                    | Dirk Müller Joey Hand                          | BMW M3 GT2                              | D     | 101   |
| 12     | GT   | 56  | BMW Team RLL                    | Dirk Müller Joey Hand                          | BMW 4.0 L V8                            | D     | 101   |
| 13     | GT   | 45  | Flying Lizard Motorsports       | Jörg Bergmeister Patrick Long                  | Porsche 911 GT3 RSR                     | M     | 101   |
| 13     | GT   | 45  | Flying Lizard Motorsports       | Jörg Bergmeister Patrick Long                  | Porsche 4.0 L Flat-6                    | M     | 101   |
| 14     | GT   | 4   | Corvette Racing                 | Oliver Gavin Jan Magnussen                     | Chevrolet Corvette C6.R                 | M     | 101   |
| 14     | GT   | 4   | Corvette Racing                 | Oliver Gavin Jan Magnussen                     | Chevrolet 5.5 L V8                      | M     | 101   |
| 15     | GT   | 17  | Team Falken Tire (en)           | Wolf Henzler Bryan Sellers                     | Porsche 911 GT3 RSR                     | F     | 101   |
| 15     | GT   | 17  | Team Falken Tire (en)           | Wolf Henzler Bryan Sellers                     | Porsche 4.0 L Flat-6                    | F     | 101   |
| 16     | LMPC | 18  | Performance Tech Motorsports    | Anthony Nicolosi Jarrett Boon Kyle Marcelli    | Oreca FLM09                             | M     | 101   |
| 16     | LMPC | 18  | Performance Tech Motorsports    | Anthony Nicolosi Jarrett Boon Kyle Marcelli    | Chevrolet LS3 6.2 L V8                  | M     | 101   |
| 17     | GT   | 48  | Paul Miller Racing              | Bryce Miller Sascha Maassen                    | Porsche 911 GT3 RSR                     | Y     | 101   |
| 17     | GT   | 48  | Paul Miller Racing              | Bryce Miller Sascha Maassen                    | Porsche 4.0 L Flat-6                    | Y     | 101   |
| 18     | GT   | 01  | Extreme Speed Motorsports       | Scott Sharp Johannes van Overbeek              | Ferrari 458 Italia GT2                  | M     | 101   |
| 18     | GT   | 01  | Extreme Speed Motorsports       | Scott Sharp Johannes van Overbeek              | Ferrari 4.5 L V8                        | M     | 101   |
| 19     | GT   | 44  | Flying Lizard Motorsports       | Seth Neiman Marco Holzer                       | Porsche 911 GT3 RSR                     | M     | 100   |
| 19     | GT   | 44  | Flying Lizard Motorsports       | Seth Neiman Marco Holzer                       | Porsche 4.0 L Flat-6                    | M     | 100   |
| 20     | GT   | 04  | Robertson Racing                | David Murry Anthony Lazzaro                    | Ford GT-R Mk.VII                        | M     | 100   |
| 20     | GT   | 04  | Robertson Racing                | David Murry Anthony Lazzaro                    | Élan 5.0 L V8                           | M     | 100   |
| 21     | GT   | 02  | Extreme Speed Motorsports       | Ed Brown Guy Cosmo                             | Ferrari 458 Italia GT2                  | M     | 100   |
| 21     | GT   | 02  | Extreme Speed Motorsports       | Ed Brown Guy Cosmo                             | Ferrari 4.5 L V8                        | M     | 100   |
| 22     | GT   | 40  | Robertson Racing                | Andrea Robertson Melanie Snow                  | Ford GT-R Mk.VII                        | M     | 97    |
| 22     | GT   | 40  | Robertson Racing                | Andrea Robertson Melanie Snow                  | Élan 5.0 L V8                           | M     | 97    |
| 23     | GTC  | 54  | Black Swan Racing               | Tim Pappas Jeroen Bleekemolen                  | Porsche 911 GT3 Cup                     | Y     | 96    |
| 23     | GTC  | 54  | Black Swan Racing               | Tim Pappas Jeroen Bleekemolen                  | Porsche 4.0 L Flat-6                    | Y     | 96    |
| 24     | GTC  | 66  | TRG                             | Duncan Ende (en) Spencer Pumpelly              | Porsche 911 GT3 Cup                     | Y     | 96    |
| 24     | GTC  | 66  | TRG                             | Duncan Ende (en) Spencer Pumpelly              | Porsche 4.0 L Flat-6                    | Y     | 96    |
| 25     | GTC  | 30  | NGT Motorsport                  | Sean Edwards Carlos Kaufmann Henrique Cisneros | Porsche 911 GT3 Cup                     | Y     | 96    |
| 25     | GTC  | 30  | NGT Motorsport                  | Sean Edwards Carlos Kaufmann Henrique Cisneros | Porsche 4.0 L Flat-6                    | Y     | 96    |
| 26     | GTC  | 32  | GMG Racing                      | James Sofronas Alex Welch                      | Porsche 911 GT3 Cup                     | Y     | 95    |
| 26     | GTC  | 32  | GMG Racing                      | James Sofronas Alex Welch                      | Porsche 4.0 L Flat-6                    | Y     | 95    |
| 27     | GTC  | 34  | Green Hornet Black Swan Racing  | Peter LeSaffre Jaap van Lagen                  | Porsche 911 GT3 Cup                     | Y     | 93    |
| 27     | GTC  | 34  | Green Hornet Black Swan Racing  | Peter LeSaffre Jaap van Lagen                  | Porsche 4.0 L Flat-6                    | Y     | 93    |
| 28     | GTC  | 68  | TRG                             | Dion von Moltke Emilio Di Guida                | Porsche 911 GT3 Cup                     | Y     | 92    |
| 28     | GTC  | 68  | TRG                             | Dion von Moltke Emilio Di Guida                | Porsche 4.0 L Flat-6                    | Y     | 92    |
| 29     | GTC  | 97  | Porsche Napleton Racing         | David Heinemeier Hansson Dominik Farnbacher    | Porsche 911 GT3 Cup                     | Y     | 91    |
| 29     | GTC  | 97  | Porsche Napleton Racing         | David Heinemeier Hansson Dominik Farnbacher    | Porsche 4.0 L Flat-6                    | Y     | 91    |
| 30     | GT   | 98  | JaguarRSR                       | P. J. Jones (en) Rocky Moran Jr. (en)          | Jaguar XKR GT                           | D     | 83    |
| 30     | GT   | 98  | JaguarRSR                       | P. J. Jones (en) Rocky Moran Jr. (en)          | Jaguar 5.0 L V8                         | D     | 83    |
| 31 DNF | LMPC | 37  | Intersport Racing (en)          | Jon Field James French Michael Marsal          | Oreca FLM09                             | M     | 89    |
| 31 DNF | LMPC | 37  | Intersport Racing (en)          | Jon Field James French Michael Marsal          | Chevrolet LS3 6.2 L V8                  | M     | 89    |
| 32 DNF | GT   | 3   | Corvette Racing                 | Olivier Beretta Tommy Milner                   | Chevrolet Corvette C6.R                 | M     | 77    |
| 32 DNF | GT   | 3   | Corvette Racing                 | Olivier Beretta Tommy Milner                   | Chevrolet 5.5 L V8                      | M     | 77    |
| 33 DNF | LMP1 | 20  | Oryx Dyson Racing               | Humaid Al Masaood Steven Kane                  | Lola B09/86                             | D     | 62    |
| 33 DNF | LMP1 | 20  | Oryx Dyson Racing               | Humaid Al Masaood Steven Kane                  | Mazda MZR-R 2.0 L I4 Turbo (Isobutanol) | D     | 62    |
| 34 DNF | GTC  | 11  | JDX Racing                      | Nick Ham Chris Thompson                        | Porsche 911 GT3 Cup                     | Y     | 60    |
| 34 DNF | GTC  | 11  | JDX Racing                      | Nick Ham Chris Thompson                        | Porsche 4.0 L Flat-6                    | Y     | 60    |
| 35 DNF | GT   | 99  | Jaguar RSR                      | Bruno Junqueira Kenny Wilden                   | Jaguar XKR GT                           | D     | 9     |
| 35 DNF | GT   | 99  | Jaguar RSR                      | Bruno Junqueira Kenny Wilden                   | Jaguar 5.0 L V8                         | D     | 9     |
| 36 DNF | GTC  | 23  | Alex Job Racing                 | Bill Sweedler Brian Wong                       | Porsche 911 GT3 Cup                     | Y     | 2     |
| 36 DNF | GTC  | 23  | Alex Job Racing                 | Bill Sweedler Brian Wong                       | Porsche 4.0 L Flat-6                    | Y     | 2     |